# Yoduro de germanio
El Yoduro de germanio es un compuesto químico de germanio y yodo. Los dos compuestos que existen con este nombre son el yoduro de germanio (II) GeI2 y el yoduro de germanio (IV) GeI4.
El yoduro de germanio (II) es un sólido cristalino que se descompone al fundirse. Su densidad específica es 5.37 y puede ser sublimado a 240 °C al vacío.
El yoduro de germanio (IV) es un sólido cristalino cuyo punto de fusión es 144 °C y su punto de ebullición es de 440 °C. Su densidad relativa es de 4.32. Es soluble en disolventes no polares como disulfuro de carbono, cloroformo o benceno.